# The Antidote (Morcheeba)
The Antidote è il quinto album del gruppo inglese Morcheeba, pubblicato nel 2005. Daisy Martey sostituisce alla voce Skye Edwards, che ritorna nel gruppo nel 2010.

## Tracce
1. Wonders Never Cease – 4:12
2. Ten Men – 4:13
3. Everybody Loves a Loser – 4:36
4. Like a Military Coup – 3:17
5. Living Hell – 5:51
6. People Carrier – 4:21
7. Lighten Up – 4:12
8. Daylight Robbery – 2:51
9. Antidote – 6:20
10. God Bless and Goodbye – 4:24

## Classifiche
| Classifica (2005) | Posizione massima |
| ----------------- | ----------------- |
| Austria           | 23                |
| Belgio (Fiandre)  | 70                |
| Belgio (Vallonia) | 40                |
| Francia           | 5                 |
| Italia            | 14                |
| Regno Unito       | 17                |
| Spagna            | 47                |
| Svizzera          | 3                 |